# Tony Jackson
Anthony (Antonio) Jackson, mieux connu sous le nom de Tony Jackson (né le 5 juin 1876, mort le 20 avril 1921) était un pianiste américain, chanteur et compositeur.

## Biographie
Jackson est né d'une famille pauvre (Africaine Américaine) a La Nouvelle-Orléans, Louisiane en 1876. Il s'est montré musicalement talentueux très jeune. À l'âge de 10 ans il s'exerce au clavecin à l'écoute des "rossignols" dans son arrière-cour, car sa famille n'avait pas l'argent pour acheter ou louer un piano. Tony jeune a été en mesure de reproduire les hymnes qu'il avait entendus à l'église; la nouvelle s'est rapidement étendue dans le quartier et on lui a offert la possibilité de pratiquer chez des voisins le piano et l'orgue.
Jackson a obtenu son premier emploi de musicien à l'âge de 13 ans, quand il a commencé à jouer du piano dans l'orchestre dirigé par Olivier Adam. À l'âge de 15 ans, il était déjà considéré par de nombreux musiciens comme le meilleur pianiste de la ville.
Jackson est devenu le plus populaire et demandé après les spectacles à Storyville. Il a été dit de lui qu'il pouvait se souvenir et jouer toutes musiques qu'il avait écoutées une fois. Son répertoire fut le ragtime, cakewalks, des chansons populaires des États-Unis et de divers pays de l'Europe et d'Amérique latine, blues, classiques.
Sa voix était également exceptionnelle, et il a été dit qu'il pouvait chanter de la gamme baryton à soprano. Tous les musiciens et les chanteurs ont tous dit de lui qu'il était le plus grand, même Jelly Roll Morton a dit de Jackson qu'il était le seul musicien meilleur que lui-même. Jackson a écrit de nombreuses musiques, les droits de plusieurs vendus pour quelques dollars ou lui ont simplement été volées, dans l'ancien temps certains musiciens de La Nouvelle-Orléans ont déclaré que certains airs bien connus de Tin Pan Alley Pop ont été effectivement écrit par Jackson.
Clarence Williams a dit «Il était grand, car il fut original dans tous ses improvisations... Nous l'avons tous copié." En plus d'avoir copié sa musique, sa tenue vestimentaire l'a été aussi, Jackson était habillé de gris, avec gilet à carreaux, cravate à pince de diamant, manches munies de jarretières qui les tenaient loin des poignets quand il jouait. C'est devenu une norme vestimentaire pour pianiste de ragtime et de bar; comme il a été dit "Si vous ne pouvez pas jouer comme Tony Jackson, au moins vous pouvez avoir son look".
Jackson a déménagé à Chicago, en Illinois, en 1912. L'un des rares morceaux publiés sous son nom, "Pretty Baby" est sorti en 1916, alors qu'il le jouait avant de quitter La Nouvelle-Orléans. Les paroles originales de "Pretty Baby", dit-on se réfèrent à son amant de sexe masculin à l'époque. Jackson a été résident interprète au De Luxe Café et a animé des soirées au Pekin Café à Chicago (ou Sidney Bechet à ses côtés faisait ses premières représentations au saxophone soprano), bien que, dans ses dernières années sa voix ainsi que sa dextérité ont été altérés par la maladie, probablement la syphilis. Il est mort à Chicago le 20 avril 1921.
Jackson n'a malheureusement jamais enregistré, mais son style se retrouve sans doute aux travers des enregistrements de plus jeunes musiciens qu'il a influencé, comme Jelly Roll Morton, Clarence Williams, et Steve Lewis.